# Sainte-Croix-du-Verdon
Sainte-Croix-du-Verdon è un comune francese di 126 abitanti situato nel dipartimento delle Alpi dell'Alta Provenza della regione della Provenza-Alpi-Costa Azzurra.
Il comune si è chiamato Sainte-Croix-de-Verdon, fino al 12 settembre 2005.

## Società

### Evoluzione demografica
Abitanti censiti